# Литвинки (Тверь)
Литвинки — микрорайон Заволжского района Твери.
Расположен в северной части города.

## Топоним
Изначально — Литвинцово, затем известна как Литвиново, Литвинка. Происходит от мужского прозвища Литвин (то есть литовец или белорус).

## История
Впервые упоминается в писцовой книге 1539—1540 гг. как сельцо Литвинцово.
Западным концом выходила на Первитинский тракт, откуда начиналась дорога, выходящая на Черногубовскую дорогу. До нашего времени сохранился участок у отд. Дорошиха как улица в направлении на северо-восток (обрывающаяся).
В справочнике «XLIII. Тверская губерния. Список населенных мест по сведениям 1859 года» (1862 год) за № 104 приводится описание казённой деревни  Литвинки (Литвиново) 1-го стана Тверского уезда: при колодце, по правую сторону р. Тверцы, от Твери вверх в 3 верстах.
В конце 1950-х годов началось строительство двух-, пятиэтажных жилых домов для рабочих совхоза «Калининский», разместилась дирекция совхоза. Вместе с деревней Литвинки начал строиться посёлок Литвинки.
В 1977 году деревня Литвинки включена в состав города Калинина. В 1980-х гг. все дома бывшей деревни стали зачислены к посёлку.

## Инфраструктура
- средняя образовательная школа № 47
- детский сад № 32 «Колосок»
- храм-часовня, освященная в честь святого Иоанна Шанхайского
- дом культуры МБУ ДК Литвинки
- аптека «ДеФарм»
- магазин «Пятёрочка»
- библиотека семейного чтения им. Николая Гумилева МАУ «МБС г. Твери»
- поликлиника № 2 (ГБУЗ ГКБ № 7)
- отделение почтовой связи Почта России
- пункт выдачи интернет-заказов Ozon

## Транспорт
Автобусное сообщение.